# Regiunea Košice
Regiunea Košice (în slovacă Košický kraj) este o regiune (kraj) a Slovaciei.
Regiunea cuprinde 11 (okres) districte:
- Gelnica
- Košice
  - Košice I
  - Košice II
  - Košice III
  - Košice IV
- Košice–okolie
- Michalovce
- Rožňava
- Sobrance
- Spišská Nová Ves
- Trebišov

## Demografie

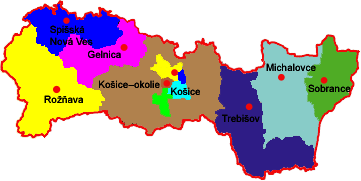
Districtele Košický kraj

| An:                | 1994    | 2004    | 2014    | 2024    |
| ------------------ | ------- | ------- | ------- | ------- |
| Număr de persoane: | 753.849 | 770.508 | 795.565 | 778.799 |
| Diferență:         |         | +2,20%  | +3,25%  | −2,10%  |

| An:                | 2023    | 2024    |
| ------------------ | ------- | ------- |
| Număr de persoane: | 779.073 | 778.799 |
| Diferență:         |         | −0,03%  |